# Antiphonitis
Antiphonitis ist eine byzantinische Kirche im Bezirk Kyrenia im Nordwesten Zyperns, die im 12. und 15. Jahrhundert erbaut wurde.

## Baugeschichte

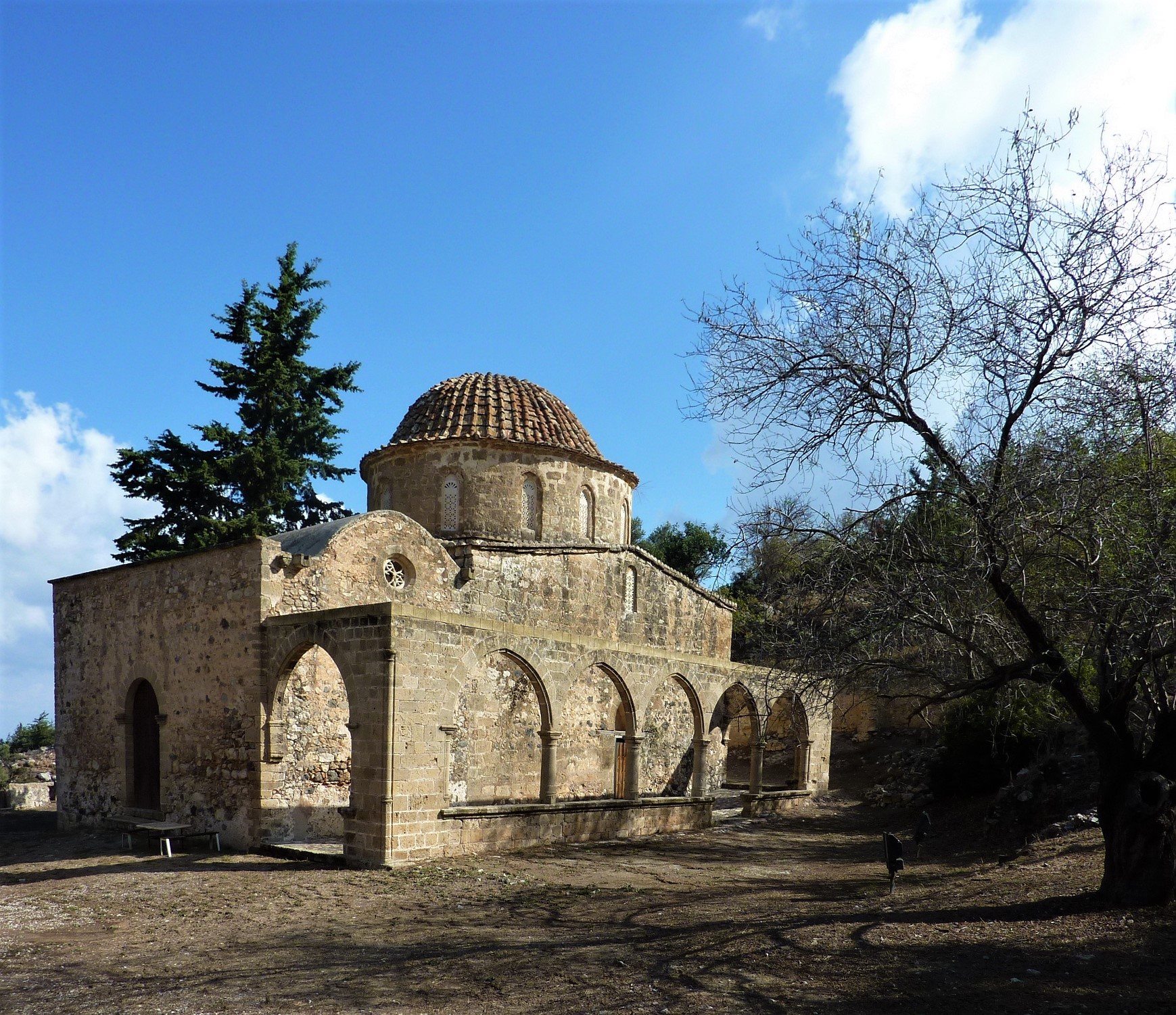
Außenansicht, 2014

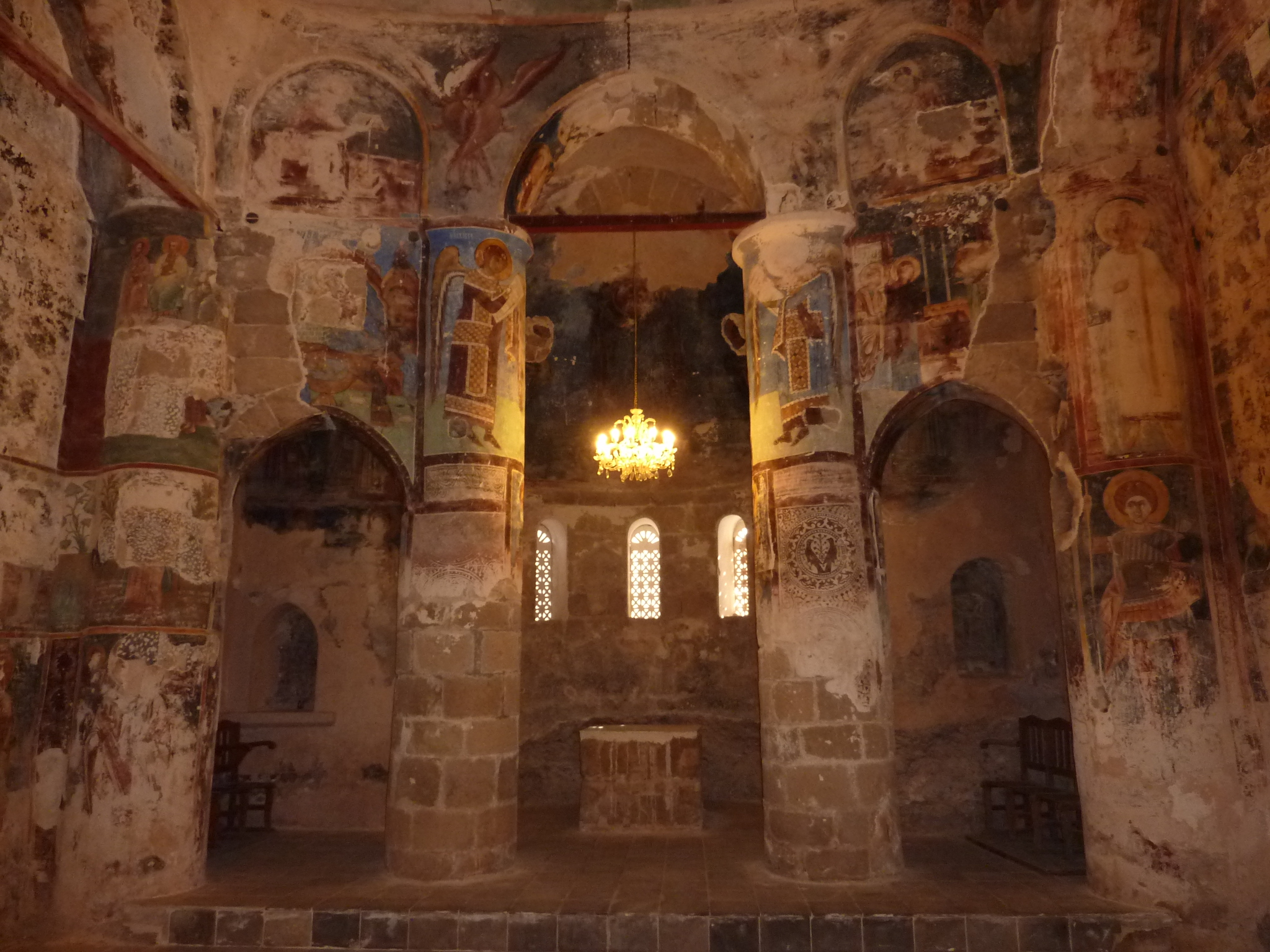
Innenansicht, 2014

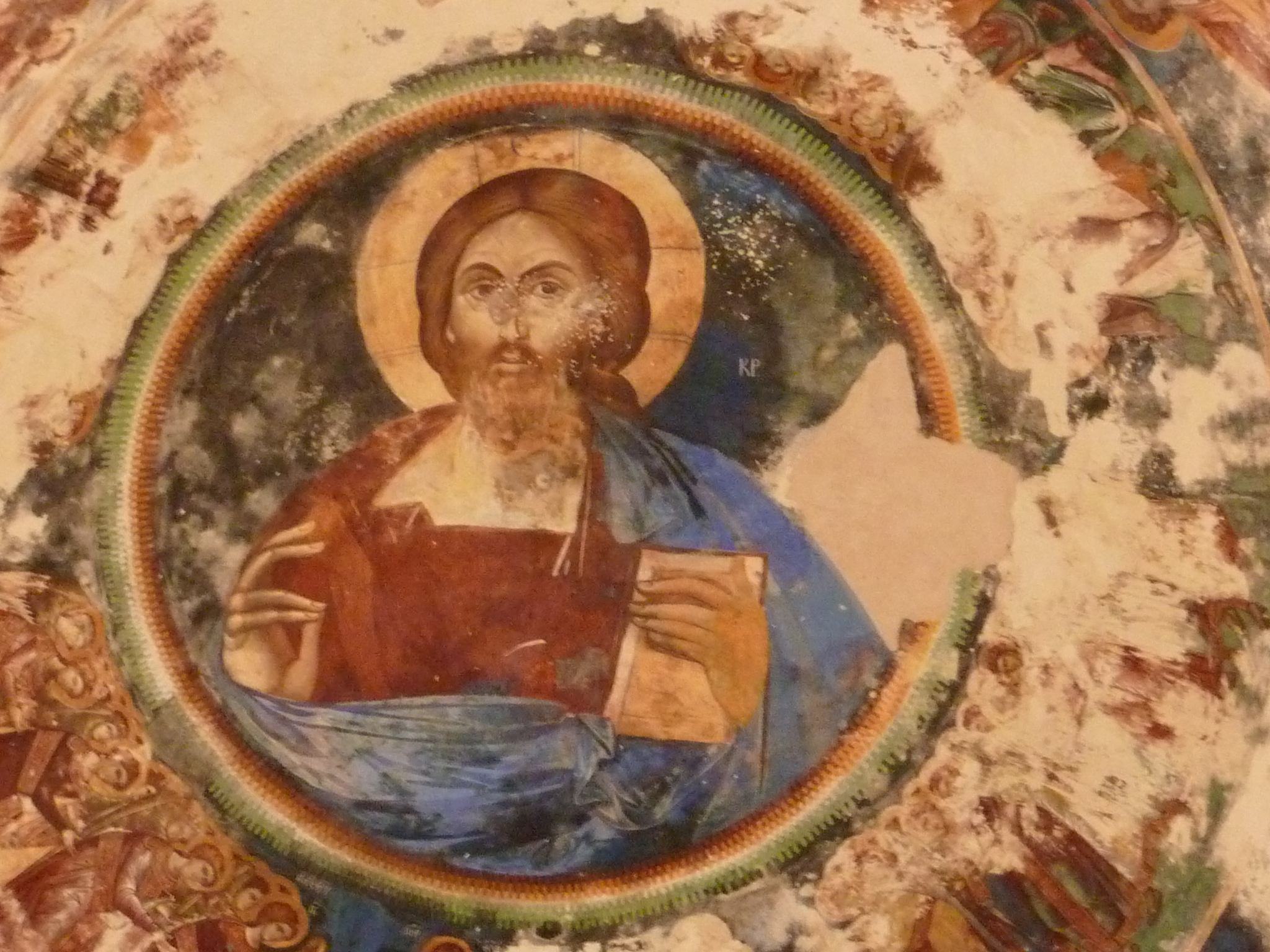
Pantokrator

Die erste Kirche und das zugehörige Kloster wurden im 12. Jahrhundert im Stil der Komnenendynastie gebaut, womit sie die jüngste Kirche dieser Art auf der Insel darstellt. Im 14. und 15. Jahrhundert erfolgten gotisierende Umbauten, wie der im 14. Jahrhundert westlich vorgelagerte Narthex mit seinem Tonnengewölbe und im nachfolgenden Jahrhundert an der Südseite die ursprünglich holzgedeckte Loggia aus Spitzbögen, getragen von schlanken Säulen.
Die Kuppel wird bei dieser Kirche nicht von vier ein Quadrat bildenden Bögen getragen, sondern von acht Bögen, die ein unregelmäßiges Achteck bilden. Im Tambour unterhalb der Kuppel lassen zwölf Fenster Licht einfallen. Eine Reihe von Fresken an Wänden und Säulen sowie ein Christus Pantokrator in der Kuppel entstanden im 15. Jahrhundert, jedoch finden sich auch einige Werke aus der früheren Bauphase. Allerdings ist der überwiegende Teil der Werke stark beschädigt, einige sind dem internationalen Kunstraub zum Opfer gefallen. So wurden das Jüngste Gericht und die Wurzel Jesse, die bis 1974 gut erhalten waren, in rechteckigen Stücken herausgeschnitten, voneinander getrennt und über einen in Deutschland ansässigen Kunsthehler in den Handel gebracht. Die deutsche Polizei gab die Kunstwerke an den Besitzer, die Erzbischof-Makarios-Stiftung in Nikosia zurück, wo sie einer wissenschaftlichen Untersuchung zugeführt wurden, die wahrscheinlich machte, dass es sich um zwei verschiedene Künstler handelte, die die Werke geschaffen hatten.
Vergleichsweise gut erhalten ist die Taufe Christi im Jordan am Südwestpfeiler. Weitgehend zerstört hingegen ist die Darstellung des Jüngsten Gerichts im Nordteil, aber auch die Wurzel Jesse an der Südwand, der Stammbaum Christi. Auf einer der Säulen sieht man den byzantinischen Hymnenverfasser Romanos Melodos († zwischen 555 und 562), der in eine weiße Tunika gekleidet ist; im von ihm gehaltenen Buch befindet sich ein Text, dem entsprechende spätbyzantinische Notationen hinzugefügt wurden. Am Nordwestpfeiler befindet sich ein recht gut erhaltenes Fresko mit einer Geburt Mariens, das, ähnlich wie die Loggia, deutliche Anleihen bei der italienischen Renaissance des späten 15. Jahrhunderts aufweist.